# 鋼人 (DC漫畫)
鋼人（英語：Steel）是一名DC漫畫旗下的虛構超級英雄，初次登场于《超人歷險記》#2（1993年1月）。

## 人物
約翰·亨利·艾朗博士（Dr. John Henry Irons）是美国国防部的武器开发专家啟動了聲波武器，結果研發成功後被用於大屠殺，反思人生後辭職回到大都會市打工，在一次高空作業遇難被超人救起，在超人之死劇情中宣布繼承超人，化身为“钢人”，打造一套飛行裝甲外觀神似超人，開始正義工作。
最後與生化超人對戰中為好人一方，遇到復活的超人後聯手獲勝，并且加入了正义联盟。

## 其他媒體

### 電影
- 《鋼鐵悍將（英语：Steel (1997 film)）》：由俠客·歐尼爾飾演。
- 《正義聯盟：超級最前線（英语：Justice League: The New Frontier）》
- 《正義聯盟：亞特蘭提斯的王位》
- 《正義聯盟：神與魔》
- 《超人之死（英语：The Death of Superman (film)）》
- 《電影少年悍將GO！》

### 電視
- 綠箭宇宙
  - 約翰·亨利·艾朗出現在《超人和露易絲》中，由沃爾·帕克斯飾演[4][5] 。 最初被稱為「路瑟上尉」，來自另一個地球的陌生人。在他的地球上，他嫁給了露易絲·萊恩，並有一個女兒，名叫納特。當洛伊絲在新聞中揭露邪惡超人作為氪星人的弱點時，她在約翰的注視下被邪惡的超人之一殺死。約翰和他的女兒開始製作一套盔甲，約翰使用人工智能。 （黛西·托梅配音）他從他的地球 Lex Luthor那裡拿走了，迫使他接受系統稱他為路瑟上尉，因為他無法重新編程它。

## 外部連結
- 漫画书数据库：Steel (John Henry Irons)
- Steelat Don Markstein's Toonopedia. from the original on December 7, 2017.
- Steel's secret origin on DC Comics.com （页面存档备份，存于）
- The Official 52 Website （页面存档备份，存于）